# 諾克蘇比縣 (密西西比州)
諾克蘇比縣（英語：Noxubee County）是美國密西西比州東部的一個縣，東鄰阿拉巴馬州。面積1,813平方公里。根据美國2000年人口普查，共有人口12,548人。縣治梅肯（Macon）。
成立於1833年12月23日。縣名來自同名的河，是喬克托語「發臭的水」意思。